# تپه سرچغا
تپه سرچغا مربوط به دوران پیش از تاریخ ایران باستان است و در شهرستان بروجرد، بخش مرکزی، روستای سرچغا واقع شده و این اثر در تاریخ ۲۳ شهریور ۱۳۸۲ با شمارهٔ ثبت ۹۹۷۹ به‌عنوان یکی از آثار ملی ایران به ثبت رسیده است.